# Olympische Jugend-Sommerspiele 2010/Teilnehmer (El Salvador)
| Gelbes Symbol für Goldmedaillen mit stilisierten Olympischen Ringen | Graues Symbol für Silbermedaillen mit stilisierten Olympischen Ringen | Braundes Symbol für Bronzemedaillen mit stilisierten Olympischen Ringen |
| ------------------------------------------------------------------- | --------------------------------------------------------------------- | ----------------------------------------------------------------------- |
| —                                                                   | —                                                                     | —                                                                       |

Die Jugend-Olympiamannschaft aus El Salvador für die I. Olympischen Jugend-Sommerspiele vom 14. bis 26. August 2010 in Singapur bestand aus vier Athleten.

## Athleten nach Sportarten

### Fechten
Mädchen
- Ivania Carballo
Florett Einzel: 11. Platz
Mixed: 7. Platz (im Team Amerika 2)

### Rudern
Jungen
- Roberto López
Einer: 13. Platz

### Tischtennis
Jungen
- Luis Mejía
Einzel: 25. Platz
Mixed: 25. Platz (mit Lily Phan  Australien)

### Turnen

#### Gymnastik
Mädchen
- Gabriela Domínguez
Einzelmehrkampf: 39. Platz